# Mariusz Świtalski
Mariusz Świtalski (ur. 19 maja 1962) – polski przedsiębiorca, twórca marek Elektromis, Eurocash, Biedronka, Żabka, Małpka Express, jeden z najbogatszych Polaków notowany w rankingu tygodnika „Wprost".

## Życiorys
Od drugiego roku życia wychowywał się w różnych domach dziecka, najdłużej w domu prowadzonym przez zakonnice w Szamotułach. Skończył 2-letnią szkołę zawodową w zawodzie hydraulika. Następnie, jako uczeń 2. klasy poznańskiego Technikum Budowlanego, został aresztowany za włamania w 1979, a 15 maja 1981 skazany na 3,5 roku pozbawienia wolności.

## Kariera w biznesie
W latach 80. XX w. handlował na poznańskich targach, pod koniec lat 80. wyspecjalizował się w kawie, a potem w sprzęcie komputerowym.
W 1987 założył Elektromis sp. z o.o. (z siedzibą przy ul. Ognik w Poznaniu), przedsiębiorstwo importujące konfekcję, sprzęt RTV, piwo oraz spirytus. W ciągu 2 lat przeobraziło się ono w ogromny holding. Współpracowały z nim zakładane przez Świtalskiego spółki-matki i spółki-córki. W 1992 Elektromis posiadał 50 hurtowni na terenie całej Polski i 168 mld zł (16,8 mln PLN) zysku rocznie.
W 1993 przekształcił Elektromis w Eurocash, która stała się największą siecią hurtowni spożywczych w Polsce. W 1995 sprzedał je spółce Jerónimo Martins. W 1995 założył sieć dyskontów Biedronka, którą sprzedał (243 placówki) w 1998 – także Jerónimo Martins.
Był właścicielem tygodnika „Miliarder“, radia RMI FM, a także drużyny Sokół Pniewy. Pomagał Jerzemu Urbanowi w założeniu tygodnika „Nie”. Założył bank Posnania, który upadł w 1995. W 1998 założył Żabkę, której udziały w 2000 kupił fundusz AIG.
W 2011 posiadał fundusz „Sowiniec FIZ” inwestujący w nieruchomości. Posiada grunty pomiędzy podpoznańskim Puszczykowem a miejscowością Sowiniec. W Sowińcu położona jest jego luksusowa posiadłość. Pod koniec lat 90. kupił też działki w Poznaniu, na osiedlu Naramowice.
W grudniu 2010 poznańska spółka Świtalski & Synowie zmieniła nazwę na Czerwona Torebka S.A. W 2012 spółka Czerwona Torebka zadebiutowała na warszawskiej Giełdzie Papierów Wartościowych. W 2013 stworzył sieć dyskontów Czerwona Torebka, która w 2015 została rozwiązana. W 2019 GPW zdecydowała o zawieszeniu obrotu akcjami Czerwonej Torebki. W lutym 2020 majątek Świtalskiego został zajęty postanowieniem sądu w sporze między Świtalskim a funduszem Forteam Investments. W maju 2020 sąd wydał zabezpieczenie na części majątku dzieci Mariusza Świtalskiego. W lipcu 2020, na mocy kolejnego postanowienia sądu, fundusz zajął ponad 45% akcji spółki Czerwona Torebka należących do Krzysztofa Belcarza i do jednej ze spółek kontrolowanych przez Mariusza Świtalskiego. Łącznie, w wyniku wydanych przez sąd postanowień, 48,94% akcji Czerwonej Torebki zostało objętych zabezpieczeniem. W październiku 2020 sąd wydał czwarte zabezpieczenie w sprawie. Objęło ono m.in. wszystkie certyfikaty inwestycyjne Świtalski FIZ oraz akcje w spółce Druga – Sowiniec Capital sp. z o.o. sp. k., powiązanej z Mariuszem Świtalskim, będącej właścicielem pałacu w Sowińcu wycenianego w 2015 na 50 mln euro.
Spór dotyczy sprzedaży sieci Małpka, którą Forteam kupił od spółki zależnej od Świtalskiego w 2015. Umowa towarzysząca sprzedaży gwarantowała nabywcy uzyskanie ceny minimalnej przy dalszej odsprzedaży Małpki. Roszczenia wobec Świtalskiego opiewają na kwotę przekraczająca 300 mln złotych.

## Życie prywatne
Ma czworo dzieci: Mateusza, Marcina, Mikołaja i Nataszę.

## Pozycje w rankingu tygodnika Wprost
W publikowanej co roku liście 100 najbogatszych Polaków tygodnika „Wprost” zajmował kolejno:
- 1990 – 20. miejsce[18]
- 1991 – 21. miejsce[19]
- 1992 – nienotowany[20]
- 1993 – 8. miejsce[21]
- 1994 – 14. miejsce[22]
- 1995 – 20. miejsce[23]
- 1996 – 29. miejsce[24]
- 1997 – 33. miejsce[25]
- 1998 – 19. miejsce[26]
- 1999 – 22. miejsce[27]
- 2000 – 20. miejsce[28]
- 2001 – 15. miejsce[29]
- 2002 – 20. miejsce (520 mln zł)[30]
- 2003 – 24. miejsce (500 mln zł)[31]
- 2004 – 26. miejsce (550 mln zł)[32]
- 2005 – 24. miejsce (650 mln zł)[33]
- 2006 – 31. miejsce (650 mln zł)[34]
- 2007 – 39. miejsce (700 mln zł)[35]
- 2008 – 35. miejsce (900 mln zł)[36]
- 2009 – 25. miejsce (900 mln zł)[37]
- 2010 – 28. miejsce[38]
- 2011 – 24. miejsce (1 050 mln zł)[39]
- 2012 – 23. miejsce (1 300 mln zł)[40]
- 2013 – 21. miejsce (1 300 mln zł)[41]
- 2014 – 23. miejsce (1 300 mln zł)[42]
- 2015 – 40. miejsce (800 mln zł)[43]
- 2016 – nienotowany[44]
- 2017 – nienotowany[45]